# Sommeracher Katzenkopf

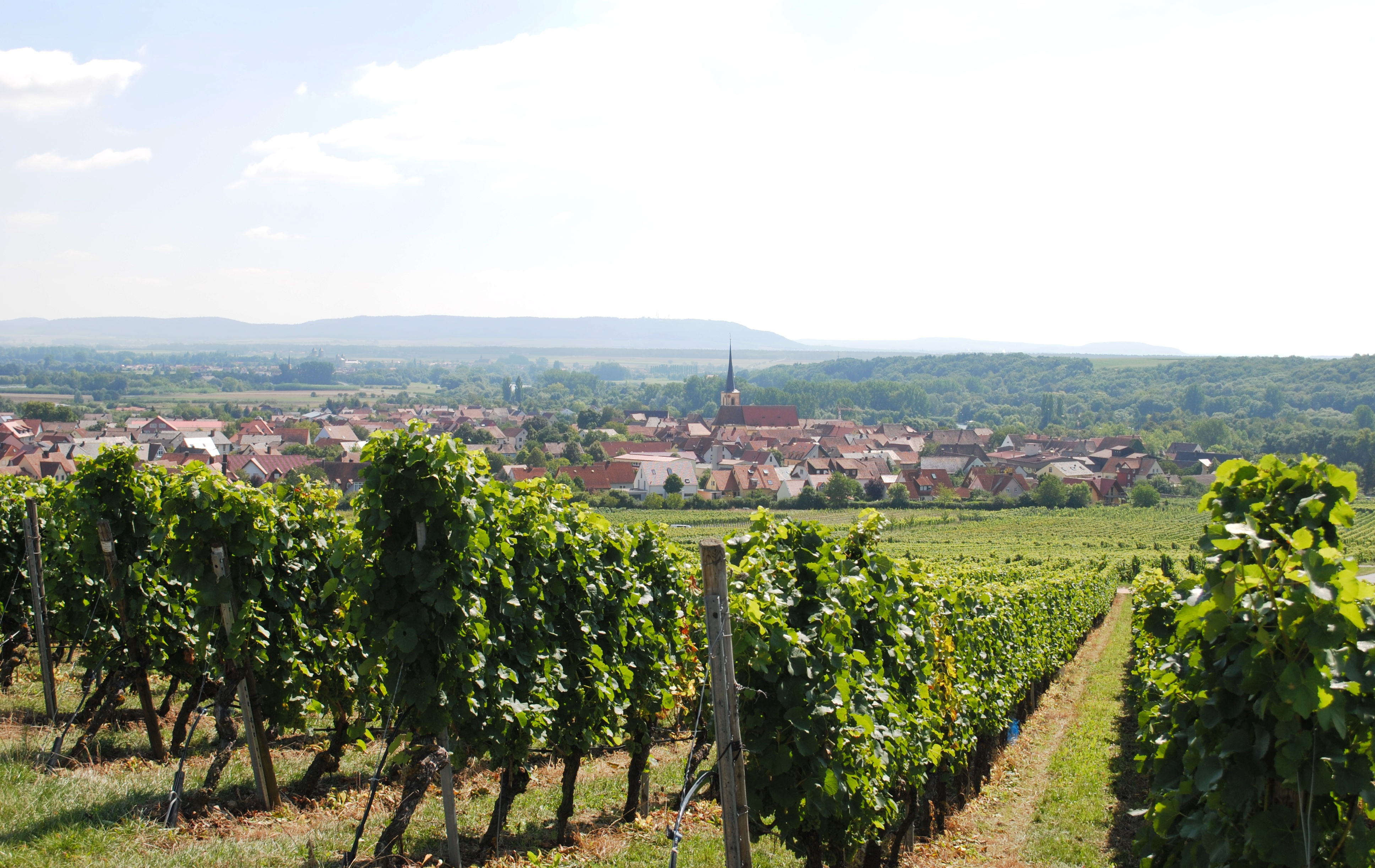
Die Lage Sommeracher Katzenkopf oberhalb des Dorfes

Der sogenannte Sommeracher Katzenkopf ist eine der bekanntesten Weinlagen im Anbaugebiet Franken. Sie liegt in der Gemarkung von Sommerach im Landkreis Kitzingen.

## Geografische Lage und Geologie
Die Weinlage ist auf der sogenannten Weininsel nahe der Gemeinde Sommerach zu finden. Sie nimmt weite Teile des 287 m ü. NHN hohen Kreuzberges ein, der die Insel dominiert. Ebenso sind Weinberge am südlichen Teil des kleineren Engelberges zu finden. Weiter im Norden beginnen die Nordheimer Weinlagen Vögelein und Kreuzberg. Weiter südlich liegt das Dorf Sommerach selbst. Der Sommeracher Katzenkopf nimmt eine Fläche von etwa 175 ha ein und liegt teilweise in der Großlage Volkacher Kirchberg und der Großlage Sommeracher Engelsberg, die beide Teil des Bereichs Volkacher Mainschleife sind.
Die Weinlage ist nach Südsüdosten und nach Südwesten ausgerichtet und wurde auf den Böden des oberen Muschelkalks und des Lettenkeupers etabliert. Gleichzeitig werden auch Weinberge zum Katzenkopf gerechnet, die auf Flusssand und Flugsand wachsen. Die großen Unterschiede im Terroir erklären auch die vielen unterschiedlichen Rebsorten, die hier angebaut werden. Waren 1993 noch Silvaner, Müller-Thurgau, Traminer und Riesling vertreten, beschränkt sich die Vielfalt allerdings heute auf Silvaner und Riesling, in kleinerem Umfang auch Weißburgunder und Spätburgunder.

## Geschichte

### Lage
Bereits bei der ersten Nennung Sommerachs im Jahr 1084 wurde das Dorf mit Weinbergen in seiner Umgebung in Verbindung gebracht. An der Mainschleife wurden aber bereits im Jahr 906 Weinberge erstmals urkundlich erwähnt, weshalb davon auszugehen ist, dass auch um Sommerach damals bereits Wein angebaut wurde. Die Weinrebe kam wahrscheinlich mit den fränkischen Siedlern in die Region, als diese die hier siedelnden Kelten im 7. Jahrhundert verdrängten.
Die Weinlage Katzenkopf wurde erst in der zweiten Hälfte des 17. Jahrhunderts erstmals erwähnt. Eine Chronik des Jahres 1785 datiert die Begebenheit auf das Jahr 1680. Ein Weinhändler aus der Reichsstadt Nürnberg kaufte Wein beim Sommeracher Winzer und Rat Hans Jörg Fegelein. Auf dem Fass war „geschnitzt ein Katzenkopf“ zu sehen. Im Jahr 1797 wurde die Lage Katzenkopf vom Escherndorfer Pfarrer Andreas Friedrich bereits zu den besten der Umgebung gezählt.
Nachdem während des gesamten Mittelalters und der Frühen Neuzeit der Dorfherr, das Kloster Münsterschwarzach, über den sogenannten Weinzehnt vom Katzenkopf profitiert hatte, stiegen die Sommeracher nach der Säkularisation 1803 zu selbstständigen Winzern auf. Die Lagen waren allerdings durch die Erbpraxis der Realteilung stark geschrumpft. So sind im Jahr 1910 noch 44 Weinlagen überliefert. Zwischen 1956 und 1974 wurden die Sommeracher Lagen deshalb bereinigt und zusammengefasst.

### Namensherkunft
Viele Sagen ranken sich um die Herkunft des Namens Katzenkopf. Die geläufigste handelt von der Herren von Katz, die als Nürnberger Patriziergeschlecht in der Gegend begütert waren. Der Mundartdichter Alois Josef Ruckert aus Würzburg zeichnete eine andere Geschichte auf, die im Volksmund überliefert wurde. Danach hielt eine Frau ihren Mann vom Weintrinken aus einem großen Fass ab, indem sie auf dem Fass eine ausgestopfte Katze platzierte und er erschrak.
In der neueren Literatur wurde eine slawische Herkunft des Namens vermutet. Die an der Mainschleife siedelnden Wenden benannten die Berge der Umgebung nach Tieren, so tauchte in der Nähe von Sommerach der Berg „koza“, die Katze, auf.

## Weingüter (Auswahl)

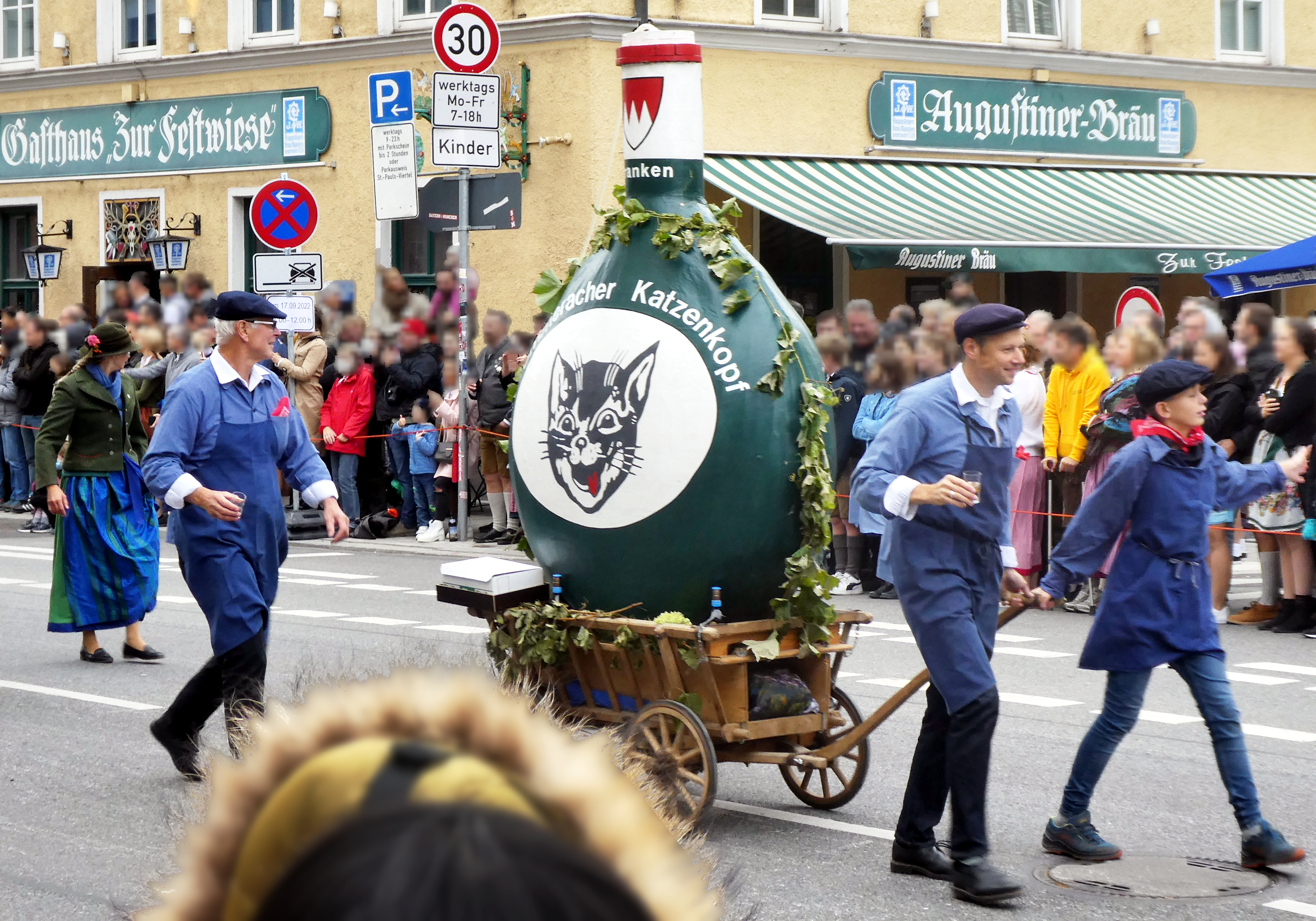
Als einer der kleinsten Wagen war 2022 die Weinlage Katzenkopf auch Teil des Festzuges zum Münchner Oktoberfest

Mehrere renommierte Weingüter besitzen heute Rebstöcke am Hang des Kreuzberges. Neben einigen lokal anerkannten Betrieben sind auch etliche überregional bekannte Weinbauern und ausgezeichnete Güter in Sommerach zu finden. Vom Verband Deutscher Prädikatsweingüter (VDP) wurde der Katzenkopf als Erste Lage klassifiziert.
- Winzer Sommerach, Sommerach[11]
- Weingut Glaser-Himmelstoss, Dettelbach und Nordheim am Main
- Weingut Max Müller I, Volkach
- Weingut Richard Östreicher, Sommerach[12]
- Weingut Stephan Strobel, Sommerach[13]
- Weingut Familie Weickert, Sommerach[14]
- Weingut Georg Zang, Sommerach[15]